# Estación Villa Numancia
Villa Numancia es el nombre que recibe una estación ferroviaria abandonada ubicada en la localidad de Guernica, en el actual partido de Presidente Perón, Provincia de Buenos Aires, Argentina.

## Historia
En julio de 1910, Francisco Baño, junto a Lorenzo Bernardo y Maximino Baño propietarios de una fracción de tierra ubicada en el Partido de San Vicente (hoy Pte. Perón), provincia de Buenos Aires, ceden a la Cía. General de Ferrocarriles de la Provincia de Buenos Aires un área de terreno que contaba con la superficie suficiente para la construcción de una estación de pasajeros entre los km 28.480.20 y km 29.888.70 del ramal La Plata - González Catán. 
Francisco Baño, en su carta enviada al Ministro de Obras Públicas explica la decisión de fomentar un nuevo pueblo. Para ello efectuaron la venta de tierras fraccionadas en pequeños lotes para que sus compradores levantasen bien pronto sus viviendas. En las propagandas para la venta, los hermanos Baño, designaban el nombre del pueblo como el de “Villa”, queriendo perpetuar en ello una de las glorias más grandes de la madre patria.

### Cronología
- 15 DE JULIO DE 1910: la Cía. Gral. de Ferrocarriles le solicita, a pedido de los vecinos, al director general de Ferrocarriles la construcción de una estación ferroviaria en el km 29.145.59 de la Línea a La Plata.

- 25 DE JULIO DE 1910: el Sr. Francisco Baño y sus representados, Lorenzo Bernardo y Maximino Baños ceden una fracción de tierra mediante nota N.º 12269 letra C con fecha del 5 de agosto de 1910, dirigida al Ministro de Obras Públicas, para la construcción de una estación ferroviaria. En la misma nota se solicita que la Estación se denomine “Villa Numancia”.

- 27 DE JULIO DE 1910: queda inaugurado oficialmente el ramal Puerto La Plata - González Catán con 88 km de traza.

- 18 DE AGOSTO DE 1910: la Cía. Gral. de Ferrocarriles solicita nuevamente la autorización para construir una estación en el km 29.145.59. La misma ingresa por mesa de entradas del Ministerio de Obras Públicas el 19 de agosto de 1910 con el número 7366 letra F.

- 23 DE AGOSTO DE 1910: el presidente de la República Argentina, José Figueroa Alcorta, decreta la autorización para la construcción de una estación ferroviaria de 4.ª clase en el km 29.145.59 de la línea a La Plata.

- 30 DE SEPTIEMBRE DE 1910: la Dirección General de Ferrocarriles informa al ministro de Obras Públicas, Ezequiel Ramos Mexia, las razones por la cual no habría inconvenientes para denominar “Villa Numancia” a la nueva estación Ferroviaria.

- 16 DE NOVIEMBRE DE 1910: el ministro de Obras Públicas resuelve que la estación ubicada en el km 29.145.59 de la Cía. Gral. de Ferrocarriles, llevará el Nombre de “Villa Numancia”

- 8 DE FEBRERO DE 1911: se habilita el ramal González Catan al Puerto de La Plata pasando por Canning, Numancia, Buchanan y Esquina Negra.

- 22 DE SEPTIEMBRE DE 1913: las Estaciones Buchanan, Canning, Esquina Negra y Villa Numancia son habilitadas para el tráfico de pasajeros.

## Servicios
Los últimos trenes circularon en 1993, existiendo intentos fallidos de reactivación a finales de la década de los años 90.
Partes de la traza fue hurtada y el puente que pasaba sobre la Ruta 210 fue eliminado cuando se ensanchó la carretera, quedando sólo el puente sobre vías del ferrocarril Roca. 

## Infraestructura
Gran parte del terreno de la estación fue utilizado por un obrador del Municipio de Presidente Perón, fuera del acceso al público. Sólo una pequeña porción al oeste es accesible, manteniéndose su letrero.
Actualmente vecinos de Villa Numancia organizan una campaña para recuperar la Estación vieja de Villa Numancia, declararla patrimonio histórico del Pueblo numantino y crear un espacio cultural abierto a la comunidad. La campaña por recuperar la historia la lleva adelante Vecinos Autoconvocados Solidarios por la Tercera - Sede Presidente Perón y 23 de Agosto Junta Vecinal Villa Numancia.